# Сарнеткі
Сарнеткі (пол. Sarnetki) — село в Польщі, у гміні Ґіби Сейненського повіту Підляського воєводства.
Населення — 130 осіб (2011).
У 1975-1998 роках село належало до Сувальського воєводства.

## Демографія
Демографічна структура станом на 31 березня 2011 року:
|          | Загалом | Допрацездатний вік | Працездатний вік | Постпрацездатний вік |
| -------- | ------- | ------------------ | ---------------- | -------------------- |
| Чоловіки | 69      | 11                 | 49               | 9                    |
| Жінки    | 61      | 12                 | 33               | 16                   |
| Разом    | 130     | 23                 | 82               | 25                   |